# غريال مزيف
الغريال المزيف (الاسم العلمي: Tomistoma schlegelii) ويعرف أيضاً باسم الغريال الملاوي و الغريال السوندي و توميستوما هو تمساح يعود أصله إلى منطقة شبه جزيرة ملايو وجزر بورنيو وسومطرة وجاوة، يعتبر حالياً من الأنواع المهددة بخطر الانقراض الأدنى حيث قلت أعداده إلى 2500 غريال فقط.